# The Musical Times
The Musical Times, souvent abrégé MT, est une revue sur la musique classique éditée au Royaume-Uni. Il est actuellement le plus ancien journal toujours publié au Royaume-Uni, il est publié sans interruption depuis 1844. Son nom est au départ The Musical Times and Singing Class Circular puis est raccourci en 1903. Le journal est initialement mensuel, il est maintenant trimestriel. Il a été édité par le passé par Stanley Sadie (1967 — 1987) et Eric Wen.